# Anna Strolenberg

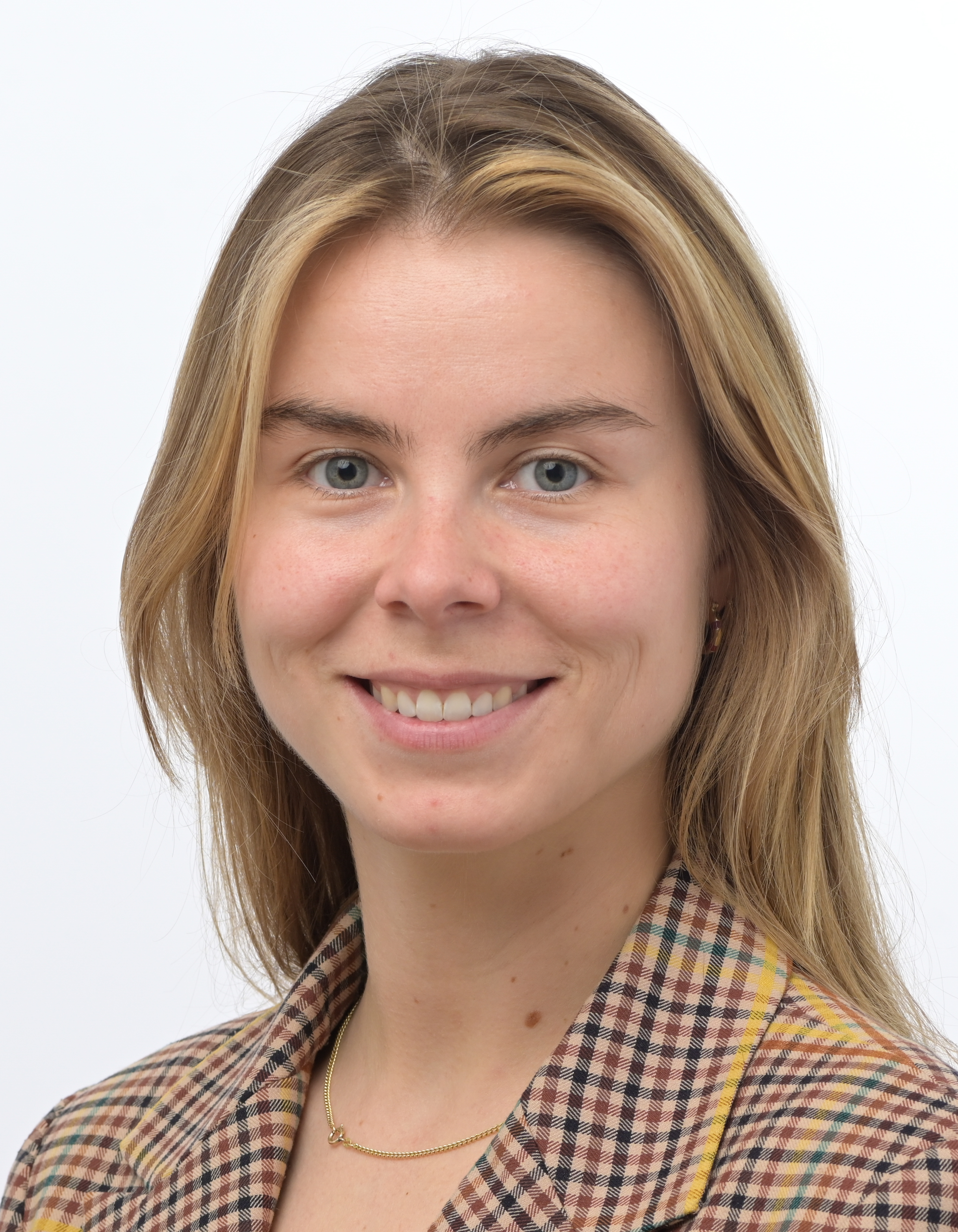
Anna Strolenberg (2024)

Anna Strolenberg (* 23. Juli 1995 in Utrecht) ist eine niederländische Politikerin (Volt Nederland). Bei der Europawahl 2024 war sie gemeinsam mit Reinier van Lanschot Spitzenkandidatin ihrer Partei und wurde bei den Wahlen 2024 ins Europäische Parlament gewählt.

## Werdegang
Strolenberg stammt aus Utrecht. Sie studierte öffentliche Verwaltung und Organisationswissenschaft an der Universität Utrecht. Sie hat einen Master in International Public Management und Politik von der Erasmus University Rotterdam. Sie war Pressesprecherin der NGO VluchtelingenWerk Nederland.

## Politische Arbeit
Strolenberg ist seit 2020 Mitglied von Volt und startete als nationale Kampagnenmanagerin in der Partei. Ihre Schwerpunkte sind die Ernährung der Zukunft, eine faire Flüchtlingspolitik und sie setzt sich für mehr junge Menschen und Frauen in der Politik ein.
Bei den Europawahlen in den Niederlanden 2024 war sie zusammen mit Reinier van Lanschot Co-Spitzenkandidat von Volt und auf Listenplatz zwei. Beide wurden ins Europäische Parlament gewählt, womit sie die jüngste niederländische Abgeordnete ist.

## Privates
Strolenberg lebt in Rotterdam.